# Bernd Schulz
Pour les articles homonymes, voir Schulz.
Bernd Schulz, né le 12 février 1960, est un footballeur allemand ayant joué sous les couleurs de l'équipe d'Allemagne de l'Est de football.

## Carrière
Schulz commence sa carrière au club berlinois du BFC Dynamo, et fait partie de l'équipe dorée des années 1980. Il remporte neuf titres de champion de RDA consécutifs, et deux Coupes de RDA entre 1979 et 1989. Il compte aussi trois sélections pour l'équipe de RDA en 1984 et 1985, marquant un but. Le milieu de terrain termine sa carrière en 1993, après avoir porté le maillot du SG Bergmann-Borsig (de) et du 1. FC Union Berlin.
Schulz est au centre d'une controverse en 1986, lorsqu'à la 95e minute d'un match de championnat décisif contre le Lokomotive Leipzig, il obtient un penalty litigieux après un contact avec le Leipzigois Hans Richter (de). L'arbitre Bernd Stumpf (de) sera suspendu, ce qui est rare dans le football est-allemand

## Palmarès
Tous les titres ont été remportés lorsqu'il était au BFC Dynamo.
- Vainqueur du Championnat de RDA en 1980, 1981, 1982, 1983, 1984, 1985, 1986, 1987 et 1988.
- Vainqueur de la Coupe de RDA en 1988 et 1989.
- Vainqueur de la Supercoupe de RDA en 1989.